# Xue Tao

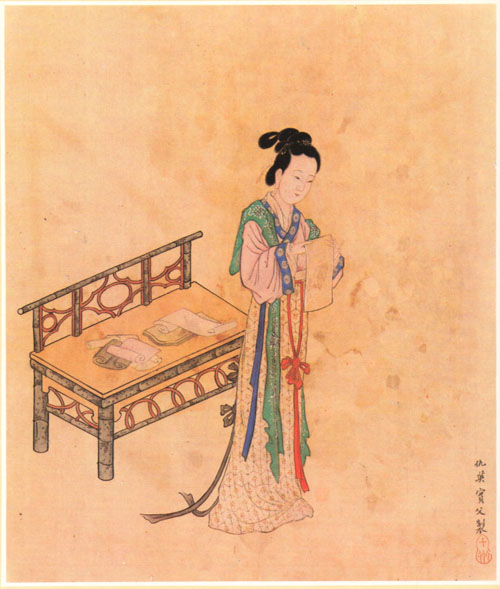
Xue Tao

Xue Tao (vereenvoudigd Chinees: 薛涛; pinyin: Xuē Tāo; c770–832), omgangsnaam Hongdu (洪度/宏度) was een Chinese dichteres en courtisane tijdens de Tang-dynastie. Zij was een van de meest bekende dichteressen van de Tang poëzie, met Yu Xuanji en Li Ye.

## Leven
Xue Tao was de dochter van een lagere ambtenaar in Chang'an, de Chinese hoofdstad gedurende de Tang-dynastie. Haar vader, Xue Yun (薛郧) werd overgeplaatst naar Chengdu, toen ze nog klein was, of mogelijk voor haar geboorte. Haar vader stierf toen ze nog jong was, maar mogelijk kreeg ze al wel wat literair onderwijs van hem. Haar volwassen loopbaan gaf haar gelegenheid ook van andere dichters te leren.
De moeder van Xue Tao keerde niet terug naar Chang'an, mogelijk omdat ze te arm was dit te doen. Xue werd geregistreerd bij de gilde van courtisanes en entertainers in Chengdu en na verloop van tijd bekend om haar ad rem reageren en haar poëtisch talent.
Haar poëzie trok de aandacht van Wei Gao, de militaire gouverneur en zij werd zijn officiële gastvrouw. In deze positie ontmoette zij dichters als Yuan Zhen en vele andere dichters in die tijd. Na Wei's overlijden bleef ze gastvrouw.
Toen Wu Yuanheng gouverneur werd in 807, presenteerde ze hem twee gedichten. Wu was zo geïmponeerd dat hij de keizer vroeg Xue te benoemen als een redacteur in zijn kantoor. Dit was een ongewone vraag omdat Xue vrouw en courtisane was. Hoewel Xue de gevraagde positie nooit kreeg, werd ze bekend als de "vrouwelijke redacteur".
In latere jaren, was Xue in staat onafhankelijk op een plaats buiten de stad te leven.

## Gedichten
Zo'n 450 gedichten van Xue werden verzameld in de "Brocade Rivier Collectie" die overleefde tot de 14e eeuw. Ongeveer 100 van haar gedichten zijn vandaag de dag bekend. Dat is meer dan van enige andere vrouw tijdens de Tang-dynastie. Ze variëren ruim in toon en onderwerp als bewijs voor haar intelligentie en bekendheid met de vroegere Chinese poëzie.

## Gedicht
Uit: Tien gedichten van scheiding
De papegaai gescheiden van zijn kooi
- Als eenzaam balling uit Longxi was hij geheel alleen
- En mocht hij vrijuit vliegen over kussens van brokaat.
- Maar omdat hij zo nodig toch zijn mond voorbij moest praten
- Mag hij geen mensen meer begroeten uit zijn kooi.[1]